# Follega
Follega – wieś w Holandii w prowincji Fryzja, w gminie De Fryske Marren. Do 2014 roku wieś znajdowała się na obszarze zlikwidowanej gminy Lemsterland. W 2023 roku wieś liczyła 180 mieszkańców. Sąsiaduje z miejscowością o podobnej wielkości Eesterga.